# Fotbal Club Municipal Câmpina
Maillots
Le FCM Dinamo Poiana Câmpina est un club roumain de football basé à Câmpina dans le Județ de Prahova.

## Palmarès
- Championnat de Roumanie de D2
  - Vice-champion : 1955, 1962

- Championnat de Roumanie de D3
  - Champion : 1947, 1978, 1986, 1988, 1994, 2005
  - Vice-champion : 1974, 1975, 1977, 1982, 1987, 1992, 2003

## Grands joueurs du passé
- Valeriu Andronic
- Daniel Costescu